# Alliance de Bahá'u'lláh
 (juillet 2023).
Dans la foi bahá'íe, il existe deux alliances, considérées comme la "plus grande" ("Alliance majeure") et la "moindre" ("Alliance mineure"). La plus grande alliance fait référence à un accord de révélation progressive : que Dieu enverra des messagers environ tous les mille ans, et il est du devoir de l'humanité de les reconnaître et de répondre à leurs enseignements. La moindre alliance est l'accord entre le fondateur de la foi, Baháʼu'lláh, et ses disciples, concernant la succession de la direction de la foi, et le maintien de l'unité.
La succession à travers l'alliance de Bahá’u’lláh était explicite dans ses textes écrits, fournissant une chaîne d'autorité claire qui a conduit les bahá'ís à suivre ʻAbdu'l-Bahá en tant qu'interprète autorisé des écritures bahá'íes après la mort de Bahá'u'lláh, et en tant que dirigeant de la communauté. Baháʼu'lláh a également décrit et institué la Maison universelle de justice, une institution élue de neuf membres qui pourrait légiférer sur les questions religieuses, et a fait allusion à des institutions nommées et à des rôles désignés pour ses descendants. Les responsabilités et fonctionnement des institutions élues et nommées, furent développées et confirmées par Abdu'l-Bahá lorsqu'il a nommé Shoghi Effendi en tant que Gardien. La Maison universelle de justice, élue pour la première fois en 1963, est aujourd'hui l'organe directeur suprême de la communauté bahá'íe mondiale. Quiconque l'autorité conférée par Bahá'u'lláh à ces institutions est considéré comme un briseur d'alliance.
Pour les bahá'ís, l'Alliance de Bahá'u'lláh et sa garantie d'unité représentent une caractéristique unique de leur religion. Par exemple, ils considèrent les successions de Jésus à Saint Pierre et de Muhammad à Ali comme des tentatives non écrites de maintenir l'unité qui ont finalement échoué lorsque leurs religions se sont divisées en factions opposées. Grâce à l'Alliance, la foi bahá'íe a évité le schisme, et les nombreuses tentatives de formation d'un leadership alternatif n'ont pas réussi à attirer un public important en raison de leur manque d'autorité scripturaire.

## L'Alliance majeure
La plus grande alliance fait référence au pacte que tous les messagers de Dieu font avec leurs disciples concernant le prochain messager que Dieu enverra pour eux. Selon Bahá'u'lláh, le fondateur de la foi bahá'íe, Dieu promet de toujours envoyer des enseignants divins pour instruire l'humanité, dans un processus connu sous le nom de révélation progressive. Les bahá'ís croient que les prophéties relatives à la plus grande alliance de Dieu se trouvent dans les Écritures de toutes les religions, et chaque messager de Dieu prophétise spécifiquement sur le prochain à venir. Pour leur part dans la plus grande alliance, les adeptes de chaque religion ont le devoir de rechercher avec un esprit ouvert si une personne qui prétend être le messager promis de leur foi accomplit ou non spirituellement les prophéties pertinentes.

### Manifestations de Dieu
Les bahá'ís conçoivent Dieu comme un être unique et éternel, créateur omnipotent et omniscient. Bien qu'infiniment exaltée au-dessus de sa création, la volonté d'amour de Dieu pour elle est fidèlement transmise aux êtres intelligents par une série de prophètes ou de messagers divins que les bahá'ís appellent des manifestations de Dieu ,. Ces êtres spéciaux, en exprimant la volonté de Dieu pour ce monde, révèlent des principes et des lois sociales et spirituelles qui éduquent les êtres humains selon leurs capacités et les besoins spécifiques du temps et du lieu où chaque manifestation apparaît. En tant qu'intermédiaires entre Dieu et l'humanité, ce que ces enseignants divins ont donné aux gens, au fil du temps, est devenu les fondements de ce que l'on appelle aujourd'hui les principales religions du monde.
Bahá'u'lláh dit que les manifestations de Dieu ont une double nature, à la fois divine et humaine. Bien qu'ils ne soient pas des incarnations de Dieu, ils ne sont pas non plus des mortels ordinaires. Bahá'u'lláh compare toutes les manifestations à de purs miroirs polis créés par Dieu pour refléter parfaitement sa connaissance et ses attributs afin de manifester clairement la volonté du Créateur à travers les enseignements prescriptifs qu'ils donnent à ce monde : « ... [Dieu] a ordonné qu'à chaque époque et dispensation, une âme pure et sans tache soit manifestée dans les royaumes de la terre et des cieux. À cet être subtil, mystérieux et éthéré, il a assigné une double nature ; le physique, se rapportant au monde de la matière, et le spirituel, qui est né de la substance de Dieu lui-même. Il lui a, de plus, conféré une double station. La première station, qui est liée à Sa réalité la plus intime, Le représente comme Celui dont la voix est la voix de Dieu Lui-même.... La deuxième station est la station humaine... Ces Essences de Détachement, ces Réalités resplendissantes sont les canaux de la grâce omniprésente de Dieu. »

### Révélation progressive
La révélation progressive, un enseignement fondamental de la foi bahá'íe, soutient que la vérité religieuse est révélée par Dieu progressivement à travers l'histoire en envoyant une série de manifestations divines, en accomplissement de la promesse de Dieu dans la plus grande alliance. Ce processus sans fin a été décrit par le Báb, l'une des deux manifestations de la foi bahá'íe, de cette manière : « Le Seigneur de l'univers n'a jamais suscité de prophète ni fait descendre de Livre à moins qu'Il n'ait établi Son alliance avec tous les hommes, appelant à leur acceptation de la prochaine Révélation et du prochain Livre, dans la mesure où les effusions de Sa bonté sont incessants et sans limite. » Chaque manifestation de Dieu apporte une mesure de révélation adaptée à la population de l'époque et du lieu où il apparaît,. Les différences entre les révélations ne sont pas considérées comme dépendantes de la connaissance d'une manifestation particulière, mais sont plutôt attribuées à divers besoins et facteurs sociétaux reflétant les "conditions" et les "exigences variables de l'époque" et la "capacité spirituelle" de ceux qui sont enseignés. Grâce à cette école de direction divine, les humains ont progressivement évolué pour atteindre des cercles d'unité toujours plus larges impliquant des familles, des tribus, des cités-états et, plus récemment, des nations,. Sur la base de ce concept, les bahá'ís acceptent l'origine divine de toutes les grandes religions du monde et les voient comme différentes étapes d' un grand processus éducatif ordonné par Dieu. Les bahá'ís croient également que Bahá'u'lláh est la manifestation la plus récente envoyée par Dieu et que, grâce à l'application de ses enseignements, la race humaine atteindra finalement sa maturité collective,.

### Prophétie
La nature et la promesse de la plus grande alliance de Dieu avec tous les peuples est un élément clé de la littérature religieuse, exprimée dans les deux prophéties et mentionnée par les enseignants divins eux-mêmes.
Les bahá'ís acceptent le Báb comme accomplissant les prophéties islamiques pour le retour du Mahdi prédit par Muhammad ; et reconnaissent en Bahá'u'lláh l'accomplissement symbolique des prophéties messianiques et eschatologiques apparentées des principales religions et groupes mondiaux. Celles-ci incluent, pour le judaïsme, l'incarnation du « Père éternel » de la prophétie de Noël d'Isaïe 9: 6, le « Seigneur des armées »; pour le Christianisme, "l'Esprit de Vérité" ou "Consolateur" prédit par Jésus dans son discours d'adieu de Jean 14-17 et le retour du Christ "dans la gloire du Père" ; pour le zoroastrisme, le retour de Shah Bahram Varjavand ; pour l'islam chiite, le retour du troisième imam, l'imam Husayn ; pour l'islam sunnite, le retour de Jésus, Isa ; et pour la Foi Bábie, Celui que Dieu rendra manifeste. Les bahá'ís identifient également l'avènement de Bahá'u'lláh comme accomplissant pour les "hindous la réincarnation de Krishna ", et pour les bouddhistes la venue du " cinquième Bouddha ".

### Devoirs
Bahá'u'lláh enseigne que les individus ont une double obligation à remplir en réponse à la promesse de Dieu d'envoyer continuellement des messagers.  Le premier devoir est de reconnaître et d'accepter la nouvelle manifestation quand elle vient, le second est d'obéir et de mettre en pratique les nouveaux enseignements qu'il apporte ; Bahá'u'lláh décrit que ces devoirs jumeaux sont inséparables.  Dans son Livre des Lois, il dit : « Le premier devoir prescrit par Dieu pour ses serviteurs est la reconnaissance de celui qui est la source du jour de sa révélation et la fontaine de ses lois, qui représente la divinité à la fois dans le royaume de sa cause et dans le monde de la création. Quiconque accomplit ce devoir a atteint tout bien... Il incombe à quiconque atteint cette station la plus sublime, ce sommet de gloire transcendante, d'observer chaque ordonnance de Celui qui est le Désir du monde. Ces deux devoirs sont indissociables. Ni l'un ni l'autre n'est acceptable sans l'autre. » Tandis que Dieu accomplit sa plus grande alliance par le processus de révélation progressive, Bahá'u'lláh déclare dans son livre de la certitude que le Seigneur teste également la pureté du cœur et la sincérité de ceux qui prétendent être des adeptes dévoués d'une manifestation antérieure chaque fois qu'une nouvelle un apparaît. De tels tests sont effectués de diverses manières qui indiquent clairement si les individus sont suffisamment adaptés spirituellement pour reconnaître Dieu parlant à travers une nouvelle manifestation, ou s'ils le rejettent en s'accrochant aveuglément aux traditions et aux interprétations erronées de la réalité spirituelle promues par le clergé.
Partant du fait que toutes les manifestations parlent pour le même Dieu, Bahá'u'lláh souligne également que rejeter l'une quelconque des manifestations de Dieu revient à les rejeter toutes : "Soyez assuré en vous-même qu'en vérité, celui qui se détourne de cette Beauté s'est également détournée des Messagers du passé et montre de l'orgueil envers Dieu de toute éternité à toute éternité."

## Alliance mineure
Pour la différencier de la plus grande alliance éternelle de Dieu avec l'humanité, les bahá'ís se réfèrent à l'alliance mineure comme le pacte d'une manifestation avec ses disciples concernant la personne vers qui ils devraient se tourner et obéir après son décès.
Des traits distinctifs de la moindre alliance bahá'íe (ou l'alliance de Bahá'u'lláh), sont qu'elle est explicite et ouvertement décrite dans des documents écrits authentifiés. Cette alliance est un moyen de protection contre les clivages idéologiques et les schismes. La mission divine spécifique de Bahá'u'lláh étant de réaliser l'unité du monde, assurer l'unité durable de sa religion est une garantie d'atteindre ce but. 'Abdu'l-Bahá, le fils aîné de Bahá'u'lláh, explique : « La première condition est la fermeté dans l'Alliance de Dieu. Car le pouvoir de l'alliance protégera la cause de Bahá'u'lláh des doutes des gens de l'erreur. C'est la forteresse fortifiée de la cause de Dieu et le pilier solide de la religion de Dieu. Aujourd'hui, aucun pouvoir ne peut conserver l'unité du monde bahá'í, sauf l'Alliance de Dieu ; sinon, des différences semblables à une très grande tempête entoureront le monde bahá'í. Il est évident que l'axe de l'unité du monde de l'humanité est le pouvoir de l'Alliance et rien d'autre. Si l'Alliance ne s'était pas réalisée, si elle n'avait pas été révélée par la Plume Suprême et si le Livre de l'Alliance, semblable au rayon du Soleil de Réalité, n'avait pas illuminé le monde, les forces de la Cause de Dieu auraient été complètement dispersées et certaines âmes qui étaient prisonnières de leurs propres passions et convoitises auraient pris dans leurs mains une hache, coupant la racine de cet Arbre Béni. » Intimement liées au respect de toutes les directives de son successeur désigné, les dispositions de l'alliance de Bahá'u'lláh enjoignent en outre aux individus et aux communautés bahá'íes entières de soutenir avec amour le leadership des institutions administratives ordonnées par Bahá'u'lláh pour sa foi.
Dans la foi bahá'íe, chaque croyant est invité à avoir des opinions théologiques personnelles, mais il ne doit pas les imposer aux autres. Être ferme dans l'alliance de Bahá'u'lláh, fidèle à ses dispositions et avoir une confiance inébranlable que les décisions de l'autorité au centre de la foi bahá'íe reflètent la volonté de Dieu, est une vertu spirituelle essentielle pour les bahá'ís.

### Kitáb-i-ʻAhd, Le ivre de l'alliance
Bahá'u'lláh a établi les principes de succession de la foi bahá'íe par un document appelé le Kitáb-i-`Ahd (le livre de l'alliance), écrit de sa propre main et confié avant son décès à 'Abdu'l-Bahá. Dans ce document, Bahá'u'lláh réaffirme sa mission de Dieu, exhorte les peuples du monde à observer ce qui les élèvera, et interdit les conflits et les disputes, tout en plaçant clairement l'autorité de la Foi entre les mains de la branche la plus puissante, un titre réservé exclusivement à 'Abdu'l-Bahá.
Des années auparavant, à Edirne, Bahá'u'lláh composa un document intitulé la Tablette de la Branche dans laquelle il indiquait un poste élevé pour la Branche de la Sainteté et dans son Livre des Lois il décréta qu'après son décès, les bahá'ís devrait se tourner vers "Celui que Dieu a prévu, qui est issu de cette ancienne racine". Lorsque le Kitáb-i-'Ahd fut lu après son décès, les références précédentes de Bahá'u'lláh à 'Abdu'l-Bahá dans ces deux documents furent confirmées et ensuite pleinement comprises par les croyants. Contrairement aux religions passées, en conférant à 'Abdu'l-Bahá le rang et l'autorité d'être le centre de son alliance, Bahá'u'lláh, dans de nombreuses déclarations, a également précisé que 'Abdu'l-Bahá était un être spécial, un exemple à suivre pour tous car Dieu l'avait doté de "la perfection dans le comportement personnel et social",.

### Développements ultérieurs
Dans son propre testament, 'Abdu'l-Bahá a étendu la moindre alliance de Bahá'u'lláh avec les croyants, en nommant son petit-fils aîné Shoghi Effendi en tant que gardien et chef de la foi bahá'íe. L'alliance de Bahá'u'lláh avait conféré à 'Abdu'l-Bahá la position d'être le seul interprète autorisé des écrits saints de la Foi. Dans son testament, 'Abdu'l-Bahá a par la suite désigné le même rôle et la même autorité à Shoghi Effendi comme "l'interprète des paroles de Dieu".
'Abdu'l-Bahá a également affirmé dans son testament qu'en plus du Gardien, la Maison Universelle de Justice, établie dans le Livre des Lois de Bahá'u'lláh comme l'organe législatif suprême de sa Foi,, était l'autre institution bahá'íe dotée d'autorité dans la Foi et d'un rôle de direction. Le mandat de la Maison universelle de justice est de faire ou de promulguer des lois sur toute question non expressément révélée dans les écritures bahá'íes, et Bahá'u'lláh promet que Dieu "leur inspirera tout ce qu'il voudra",. La Maison universelle de justice est devenue l'organe directeur de la foi bahá'íe lors de son élection en 1963  par des bahá'ís du monde entier.
L'alliance de Bahá'u'lláh est spécifiquement mentionnée par Shoghi Effendi comme le moyen de diriger et de canaliser les forces spirituelles libérées par la révélation de Bahá'u'lláh dans ce monde, et d'"assurer leur fonctionnement harmonieux et continu après son ascension". Il déclara en outre que le but de l'alliance de Bahá'u'lláh est de préserver l'influence et l'intégrité de la Foi, de protéger son unité et de stimuler sa croissance autour de la planète.

## Autre textes
- Recueil (2021). Textes sources primaires liés à l'alliance.